# Aiemea
Aiemea is een geslacht van vliesvleugeligen uit de familie Pteromalidae. De wetenschappelijke naam van dit geslacht is voor het eerst geldig gepubliceerd in 1988 door Boucek.

## Soorten
Het geslacht Aiemea omvat de volgende soorten:
- Aiemea albicrus Boucek, 1988
- Aiemea flavipes Boucek, 1988
- Aiemea monticola Boucek, 1988